# Raketenkrieg von Chios
Der Raketenkrieg (Rouketopolemos, griechisch Рουκετοπόλεμος) in Vrontados (griechisch Βροντάδος) auf der Insel Chios ist ein rituelles Ereignis, bei dem in der Nacht zum orthodoxen Ostersonntag zwei rivalisierende Kirchengemeinden ihre Kirchengebäude mit Feuerwerksraketen beschießen.
Die beiden Kirchengebäude, „Agios Markos“ und „Panagia Erithiani“, sitzen einander an den Seiten des Dorftals genau gegenüber und sind circa 400 Meter voneinander entfernt. Jedes Jahr werden in der Nacht zum Ostersonntag circa 60.000 handgemachte Feuerwerksraketen über das Tal auf das jeweils gegenüberliegende Kirchengebäude geworfen. Ziel des Rouketopolemos ist es, den Glockenturm der gegenüberliegenden Kirche zu treffen.
Die beiden Gruppen, die die Raketen produzieren, nennen sich „Synergia“ (griechisch Συνεργεία). Die Produktion der handgemachten Raketen ist sehr zeitaufwändig und beginnt schon kurz nach dem Osterfest.

## Vorbereitungen am Karsamstag
Die „Synergia“ beginnen bereits am Morgen des Karsamstags die Raketenzünder bereitzustellen und fangen tagsüber an Proberaketen zu zünden, um ihr Ziel zu identifizieren. Vor jeder Attacke wird mit einem Horngeräusch vorgewarnt. Um 22:30 wird eine kurze Pause eingelegt, damit die Gläubigen den Gottesdienst besuchen können. Um 23:00 Uhr, wenn die Kirchenglocken zum Gottesdienst der Auferstehung Jesus aufrufen, wird der Rouketopolemos offiziell gestartet.
Am Ostersonntag besuchen die Raketenwerfer die Gegengemeinde und fangen an die Schäden zu zählen. Keine der rivalisierenden Kirchengemeinden gibt seine Niederlage zu, somit gibt es beim Raketenkrieg von Vrontados nie einen Verlierer. „Auch wenn wir gekämpft haben, wird keine Boshaftigkeit zwischen uns sein. Am nächsten Tag schlossen wir wieder Frieden.“ Mit diesem Reim wird zwischen den Kirchengemeinden Frieden geschlossen.

## Ursprung
Der genaue Ursprung des Brauches ist unklar. Nach der lokalen Tradition ist das Osterritual auf das 19. Jahrhundert zur Zeit der osmanischen Herrschaft zurückzuführen. Eine regionale Überlieferung besagt, dass die osmanische Besatzungsmacht den Einwohnern das Feiern des Osterfestes verboten hatte, worauf die Kirchengemeinden durch gegenseitigen Beschuss mit Feuerwerksraketen einen Krieg vortäuschten, was den türkischen Besatzern einen enormen Schrecken einjagte und sich diese zurückzogen.
Der Brauch geriet während der deutschen Besatzung in Vergessenheit, da es zu der Zeit nur wenige Feuerwerksraketen gab. Während der ersten Jahre der griechischen Diktatur wurde der Brauch komplett eingestellt und begann erst wieder im Jahr 1970. Seitdem wurde der Brauch jedes Jahr zelebriert. 2018 allerdings wurde der Raketenbeschuss kurz vor dem Beginn von offizieller Seite verboten, so dass nur einige wenige Raketen gezündet wurden.

## Sonstiges
Im Zuge der deutschen Unterhaltungsshow Das Duell um die Welt des Senders ProSieben nahm Michael Mittermeier im Jahr 2023 am Raketenkrieg teil.